# Cleora telloides
Cleora telloides är en fjärilsart som beskrevs av Sato 1989. Cleora telloides ingår i släktet Cleora och familjen mätare. Inga underarter finns listade i Catalogue of Life.